# Kowloon
Kowloon (traditioneel Chinees: 九龍; vereenvoudigd Chinees: 九龙; pinyin: Jiǔlóng) is een gebied in Hongkong.

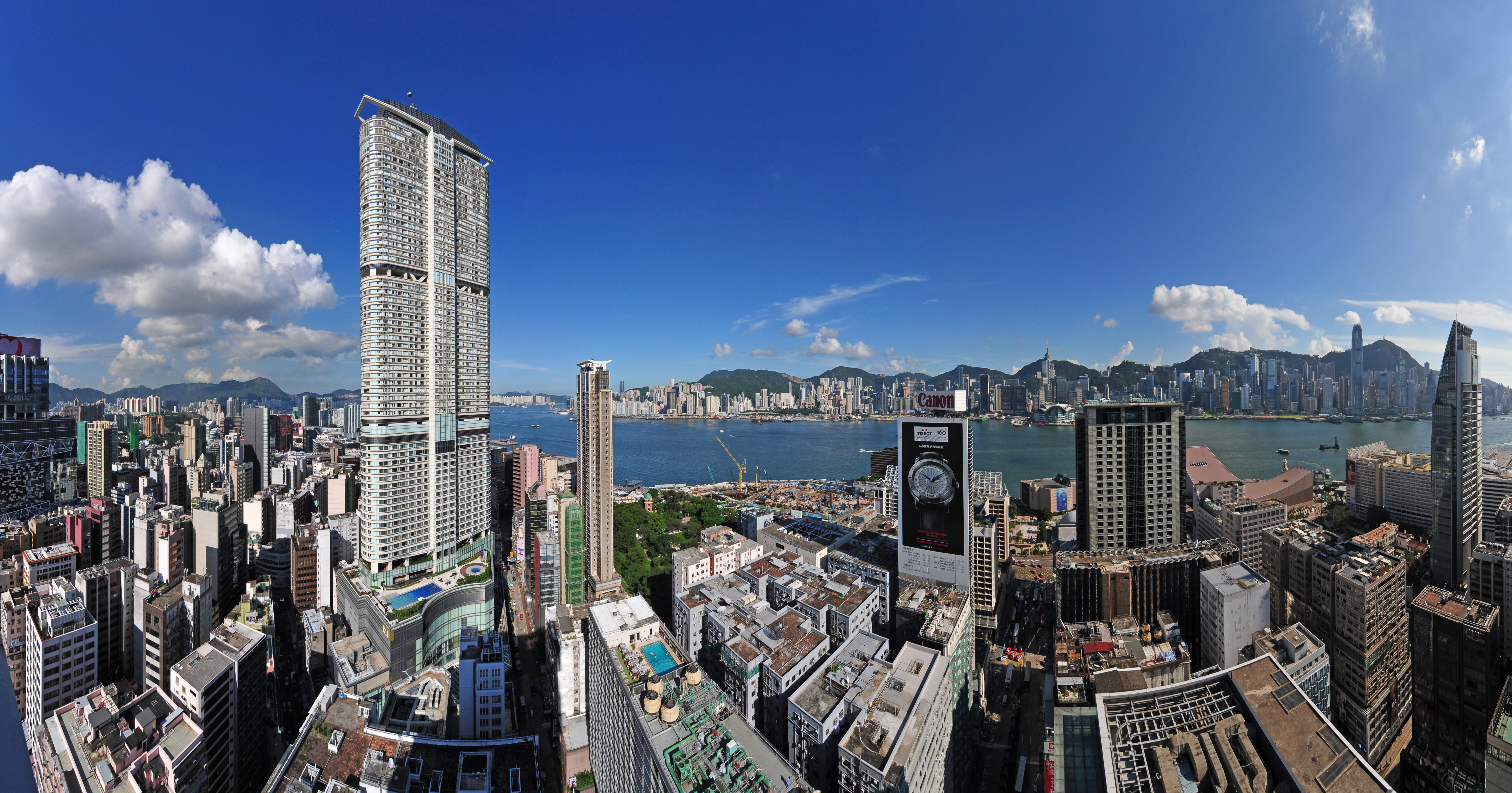
Kowloon

In het Hongkong van vandaag staat de naam Kowloon voor het stadsdeel dat bestaat uit het Kowloon Peninsula en New Kowloon. Dit gebied wordt begrensd door het Lei Yue Mun-kanaal in het oosten, Mei Foo Sun Chuen en Stonecutter's Island in het westen, Tate's Cairn en Lion Rock in het noorden, en Victoria Harbour in het zuiden. Kowloon kende een bevolkingsaantal van 2.071.000 inwoners in het jaar 2000. Door de geringe oppervlakte van Kowloon (47km²) is de bevolkingsdichtheid hoog, met zo'n 44.000 inwoners/km².
Kowloon was, na Hongkong-eiland, het eerste gebied dat in 1849 onder bewind van het Verenigd Koninkrijk kwam te staan, en uiteindelijk een deel van de kroonkolonie Hongkong zou worden. Tezamen met Hongkong-eiland is Kowloon goed voor 47% van het totale bevolkingsaantal van Hongkong.

## Oorsprong van de naam
Letterlijk betekent Kowloon '9 draken'. De oorsprong van de naam is nog onduidelijk.
De legende wil dat de laatste keizer van de Song-dynastie op de vlucht was, en daarbij op het huidige Hong Kong Island verzeild raakte. 's Avonds stond hij op een berg in de richting van Kowloon en China te kijken, en zei hij: 'Ik zie 8 draken'. Daarmee bedoelde hij de 8 bergtoppen in de New Territories. Een van zijn getrouwen antwoordde daarop: 'Ik zie er 9.' De negende draak was de keizer, die voor hem stond. Het symbool van de keizer in China was immers de draak.
In feite is Kau-Lung of Kau Lung een iets correctere transcriptie. Deze naam werd vaak gebruikt voor de Tweede Wereldoorlog, bijvoorbeeld in Kau-Lung Bay (in plaats van het huidige Kowloon Bay).

## Locatie
Kowloon ligt ten noorden van Hong Kong Island, aan de overkant van Victoria Harbour. Het ligt ten zuiden van de New Territories, die grenzen aan het 'vasteland van China' (de Volksrepubliek China).

## Geschiedenis
Het deel van Kowloon ten zuiden van Boundary Street, tezamen met Stonecutter's Island, werd onder de Conventie van Peking in 1860 door de toenmalige Qing-dynastie afgestaan aan het Verenigd Koninkrijk. Vele jaren bleef het gebied onontwikkeld, en werd het slechts gebruikt door de Britten om tijgers in te jagen. In 1898 werd het deel van Kowloon ten noorden van Boundary Street (New Kowloon) door de Britten geleased als een deel van de New Territories. De leasetermijn bedroeg 99 jaar. In principe is New Kowloon dus een volwaardig deel van de New Territories.
Tegenwoordig wordt New Kowloon echter niet aldus beschouwd, maar als een integraal deel van het Kowloon-gebied aan beide kanten van Boundary Street. In het berekenen van belastingen wordt New Kowloon dan weer niet beschouwd als deel van Kowloon. Eigendommen in New Kowloon zijn dus onderhevig aan taksen op New Territories-niveau.
In het begin van de 20e eeuw begon men Kowloon op grote schaal te ontwikkelen. Zo werden er de Kowloon-Canton Railway, de Kowloon Wharf en Kai Tak Airport tot stand gebracht. Omwille van deze luchthaven werden er hoogterestricties ingevoerd in Kowloon City. Nu Kai Tak gesloten is en de nieuwe luchthaven op Chek Lap Kok Island al een paar jaar open is, worden ook hier hoge gebouwen gebouwd.
Op 1 juli 1997 werden beide delen van Kowloon, tezamen met de andere delen van Hong Kong overgedragen aan de Volksrepubliek China.

## Gebieden in Kowloon

### Districten
- Kowloon City District
- Kwun Tong District
- Sham Shui Po
- Wong Tai Sin District
- Yau Tsim Mong District

### Enkele buurten
- Yau Ma Tei
- Tsim Sha Tsui
- Mong Kok
- Kowloon Walled City
- Kwun Tong
- Tsim Sha Tsui East

In Zuid-Kowloon liggen Mong Kok en Tsim Sha Tsui, een van de drukste en toeristische gebieden in Hongkong.

## Verkeer
Hongkong (en dus ook Kowloon) heeft een van de best functionerende publieke transport-systemen. Dat neemt niet weg dat er tijdens de piekuren soms lange files kunnen ontstaan. De belangrijkste verkeersader is Nathan Road.

## Openbaar vervoer
Er zijn verschillende typen openbaar vervoer, die volledig of slechts gedeeltelijk door Kowloon lopen:
- MTR (Tsuen Wan Line (metro), Kwun Tong Line (metro), Airport Express (luchthavenmetro), Tung Chung Line (metro), East Rail Line (trein) en West Rail Line (trein))
- Bus (dienst verzorgd door KMB, Kowloon Motor Bus Company, met Cross-Harbourlijnen door Citybus en New World First Bus)
- Minibus (of Maxicab, rood of groen)
- Taxi (rood)